# Combs (Fluss)
Der Combs ist ein Fluss in Frankreich, der in der Region Bretagne verläuft. Er entspringt beim Weiler La Porte de Trévallan im nördlichen Gemeindegebiet von Val-d’Anast, entwässert im Oberlauf in östlicher Richtung, schwenkt dann nach Südwest und mündet nach rund 22 Kilometern an der Gemeindegrenze von Bruc-sur-Aff und Carentoir als linker Nebenfluss in den Aff. Auf seinem Weg durchquert der Combs das Département Ille-et-Vilaine und bildet auf den letzten Kilometern vor der Mündung die Grenze zum benachbarten Département Morbihan.

## Orte am Fluss
(Reihenfolge in Fließrichtung)
- La Chapelle-Bouëxic
- Mernel
- Saint-Séglin